# Batrachoseps nigriventris
Batrachoseps nigriventris é uma espécie de anfíbio caudado pertencente à família Plethodontidae.